# 849
849 (DCCCXLIX) var ett normalår som började en tisdag i den julianska kalendern.

## Händelser

### Okänt datum
- Ansgar har nu blivit ny ärkebiskop i Bremen och han besöker den danske kungen Horik; får honom till vän och lyckas omvända honom till kristendomen. En kyrka byggs vid  Hedeby, i nuvarande Busdorf, Schleswig-Holstein.

## Födda
- Alfred den store, kung av Wessex 871–899 (född omkring detta år)

## Avlidna
- 27 januari – Niu Sengru, kinesisk kansler.
- Conaing mac Flainn, kung av Brega.
- Cui Gong, kinesisk kansler.